# Fluxus

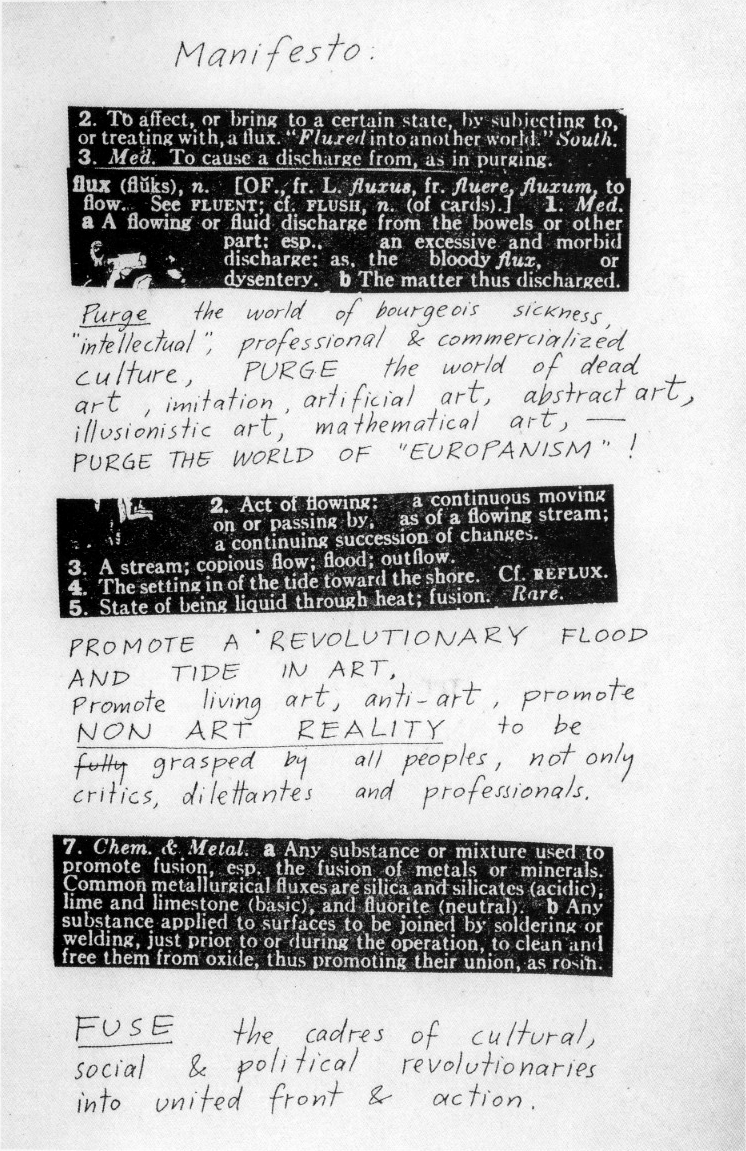
Manifiesto de Fluxus.

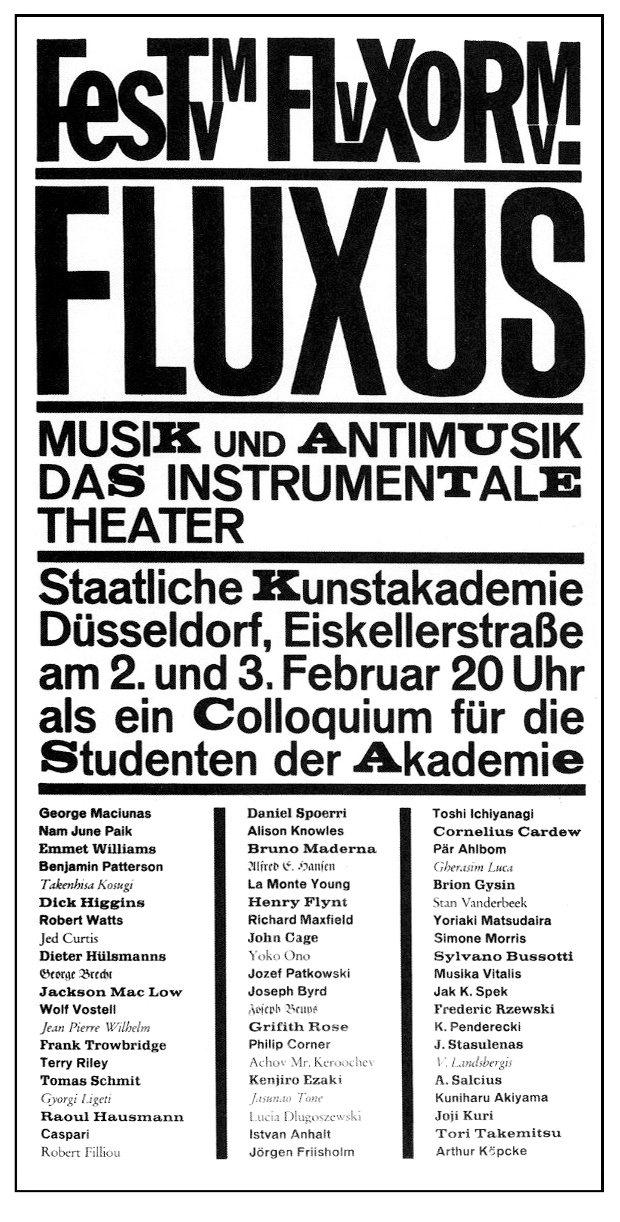
Festum Fluxorum Fluxus. Düsseldorf 1963.

Fluxus (palabra latina que significa flujo) fue un movimiento artístico de las artes visuales en especial, pero también de la música, la literatura y la danza, el cual tuvo su momento más activo entre la década de los 60 y los 70 del siglo XX. Se declaró contra el objeto artístico tradicional como mercancía y se proclamó a sí mismo como un movimiento artístico sociológico. Fluxus fue informalmente organizado en 1962 por George Maciunas (1931-1978). Este movimiento artístico tuvo expresiones en Estados Unidos, Europa y Japón.

Fluxus-arte-diversión debe ser simple, entretenido y sin pretensiones, tratar temas triviales, sin necesidad de dominar técnicas especiales ni realizar innumerables ensayos y sin aspirar a tener ningún tipo de valor comercial o institucional
George Maciunas

Fluxus, que se desarrolla en Norteamérica y Europa bajo el estímulo de artistas como John Cage o Yoko Ono, no mira a la idea de la vanguardia como renovación lingüística, sino que pretende hacer un uso distinto de los canales oficiales del arte que se separa de todo lenguaje específico; es decir, pretende la interdisciplinariedad y la adopción de medios y materiales procedentes de diferentes campos. El lenguaje no es el fin, sino el medio para una noción renovada del arte, entendido como «arte total».
Como Dadá, Fluxus escapa de toda tentativa de definición o de categorización. Según Robert Filliou, es «antes que todo un estado del espíritu, un modo de vida impregnado de una soberbia libertad de pensar, de expresar y de elegir. De cierta manera Fluxus nunca existió, no sabemos cuándo nació, luego no hay razón para que termine». Asimismo Filliou opone el Fluxus al arte conceptual por su referencia directa, inmediata y urgente a la realidad cotidiana, e invierte la propuesta de Duchamp, quien a partir del Ready-made, introdujo lo cotidiano en el arte. Fluxus disuelve el arte en lo cotidiano.

## Fluxus en Alemania durante los años 1960
Fluxus estaba dirigido a impactar en el público como una imitación de lo intrínsecamente vital. La complejidad de los conciertos Fluxus y la colaboración de artistas de la talla de Joseph Beuys, Wolf Vostell, Nam June Paik y Charlotte Moorman desembocaron en interpretaciones que transmitían una visión muy especial e inconformista de la vida.
Los conciertos Fluxus no son placeres auditivos de alta fidelidad y sintonía fina. No se produce una armonización acústica a través de unos bajos precisos, de unos tonos medios naturales y de tonos concomitantes cristalinos. Un concierto Fluxus es una experiencia auditiva en la que cualquier objeto, cualquier cosa se convierte en un instrumento. La autenticidad inconfundible de los conciertos Fluxus y la pasión y el poder innovador de los artistas supusieron un cambio profundo en la expresión del arte. Esta evolución artística, incitada por el presente y dirigida hacia el futuro, creó la noción de que cada individuo constituye una obra de arte en sí mismo y que la vida se puede entender como una composición artística global. Los atributos singulares de los conciertos Fluxus y la libertad en los arreglos son un reconocimiento a la causalidad, en la que se desvanecen tanto la causa como el efecto y en la que el caos acuña su marca indeleble sobre la realidad.
De ese modo, Fluxus incide en la sociedad desde el punto de vista sociológico y psicológico y se convierten en un elemento de comunicación. El aura de excentricidad que envolvía a los artistas del movimiento Fluxus era expresión íntima de sus diferentes personalidades y caracteres y no respondía a una moda pasajera. Beuys, Vostell y Paik fueron forjando su mito en Renania. Un mito alentado en parte por su desarrollo del Videoarte.
Si se contempla la evolución de los mercados de arte internacionales desde los años 70 del siglo pasado hasta la actualidad, se dará uno cuenta de la influencia tan diversa del movimiento Fluxus, Happening y del Videoarte. La estructura y la expresión artísticas plasmadas en muchas obras de arte contemporáneo expuestas en galerías, rinden inintencionadamente un homenaje a aquellos pioneros del happening, del Fluxus y del videoarte que revolucionaron el arte durante los años 1960. 
Haro Lauhus inauguró su galería en 1961. El Museo Municipal de Wiesbaden acogió la primera manifestación oficial del movimiento Fluxus en Alemania-Fluxus, Festival Internacional de la Nueva Música del 1 al 23 de septiembre de 1962. En 1963 Rolf Jährling inauguró en Wuppertal la Galería Parnass. En 1966 Valdis Abolins inauguró en Aquisgrán la Galería Aquisgrán. En 1969 Helmut Rywelski y Angar Nierhoff presentaron en su Galería Art Intermedia en Colonia la escultura de Wolf Vostell Ruhender Verkehr (Tráfico Parado). En 1970 Inge Baecker inauguró su Galería Baecker en Bochum
y René Block la suya en Berlín. Todos ellos han promocionado y apoyado a los artistas del movimiento happening y Fluxus, permitiéndoles plasmar esa evolución artística que conmocionó la sociedad de la década de los 60 y cuya influencia se percibe hasta la actualidad.

## Filosofías artísticas
El espíritu de Fluxus es similar al del movimiento artístico anterior de Dada, ya que enfatiza el concepto de antiarte y se burla de la seriedad del arte moderno. Los artistas de Fluxus utilizaban sus actuaciones mínimas para resaltar las conexiones que percibían entre los objetos cotidianos y el arte, de forma similar a Duchamp en piezas como Fountain. El arte Fluxus se presentaba a menudo en «eventos», que el miembro de Fluxus George Brecht definía como «la unidad más pequeña de una situación». Los eventos consistían en una instrucción mínima, abriendo los eventos a accidentes y otros efectos no intencionados. También contribuyó a la aleatoriedad de los eventos la integración de los miembros del público en las actuaciones, haciendo realidad la noción de Duchamp de que el espectador completaba la obra de arte.
La filosofía artística de Fluxus se ha definido como una síntesis de cuatro factores clave que definen la mayoría de las obras de Fluxus:
1. Fluxus es una actitud. No es un movimiento ni un estilo.[7]
2. Fluxus es intermedia.[8] A los creadores de Fluxus les gusta ver lo que ocurre cuando se cruzan diferentes medios. Utilizan objetos, sonidos, imágenes y textos encontrados y cotidianos para crear nuevas combinaciones de objetos, sonidos, imágenes y textos.
3. Las obras Fluxus son sencillas. El arte es pequeño, los textos son cortos y las actuaciones son breves.
4. Fluxus es divertido. El humor siempre ha sido un elemento importante en Fluxus.

## Arte Fluxus

Compositores de los Estados Unidos, Fluxus, La Monte Young, Compositores clásicos masculinos

Fluxus fomentaba una estética de «hazlo tú mismo» y valoraba la simplicidad por encima de la complejidad. Al igual que el Dada anterior, Fluxus incluía una fuerte corriente de anticomercialismo y una sensibilidad antiarte, despreciando el mundo del arte convencional impulsado por el mercado en favor de una práctica creativa centrada en el artista. Sin embargo, como escribió el artista de Fluxus Robert Filliou, Fluxus se diferenciaba de Dadá por su conjunto más rico de aspiraciones, y las aspiraciones sociales y comunitarias positivas de Fluxus superaban con creces la tendencia antiartística que también marcaba al grupo.
Entre sus primeros asociados se encontraban Joseph Beuys, Dick Higgins, Davi Det Hompson, Nam June Paik, Wolf Vostell, La Monte Young, Joseph Byrd, Al Hansen y Yoko Ono, que exploraron medios que iban desde el arte de la performance hasta la poesía, pasando por la música experimental y el cine. Adoptando una postura de oposición a las ideas de tradición y profesionalidad en las artes de su tiempo, el grupo Fluxus desplazó el énfasis de lo que un artista hace a la personalidad, las acciones y las opiniones del artista. A lo largo de las décadas de 1960 y 1970 (su periodo más activo) organizaron eventos de «acción», participaron en la política y la oratoria, y produjeron obras escultóricas con materiales poco convencionales. Entre sus obras radicalmente no tradicionales se encuentran, por ejemplo, el videoarte de Nam June Paik y Charlotte Moorman y la performance de Joseph Beuys y Wolf Vostell. Durante los primeros años de Fluxus, el estilo a menudo lúdico de los artistas de Fluxus hizo que algunos los consideraran poco más que un grupo de bromistas. Fluxus también se ha comparado con el Dada y con aspectos del Pop Art y se considera el punto de partida del mail art y de los artistas de la no wave. Los artistas de generaciones posteriores, como Mark Bloch, no intentan caracterizarse como Fluxus, sino que crean escisiones como Fluxpan o Jung Fluxus como forma de continuar algunas de las ideas de Fluxus en un contexto del siglo XXI, posterior al arte postal.
En cuanto al enfoque artístico, los artistas Fluxus preferían trabajar con cualquier material que tuvieran a mano, y creaban sus propias obras o colaboraban en el proceso de creación con sus colegas. La subcontratación de parte del proceso creativo a fabricantes comerciales no solía formar parte de la práctica Fluxus. Maciunas ensamblaba personalmente muchos de los múltiples y ediciones de Fluxus. Aunque Maciunas ensamblaba muchos objetos a mano, los diseñaba y destinaba a la producción en masa. Mientras que varios editores producían objetos firmados y numerados en ediciones limitadas destinadas a la venta a precios elevados, Maciunas producía ediciones abiertas a precios bajos. Varios otros editores de Fluxus produjeron diferentes tipos de ediciones de Fluxus. La más conocida de ellas fue la Something Else Press, establecida por Dick Higgins, probablemente la mayor y más extensa editorial de Fluxus, produciendo libros en ediciones que iban desde los 1.500 ejemplares hasta los 5.000, todos ellos disponibles a precios de librería estándar. Higgins creó el término intermedia en un ensayo de 1966.
Las formas de arte más asociadas a Fluxus son las partituras de eventos y las cajas Fluxus. Las cajas Fluxus (a veces llamadas Fluxkits o Fluxboxes) se originaron con George Maciunas, que reunía colecciones de tarjetas impresas, juegos e ideas, organizándolas en pequeñas cajas de plástico o madera.

### Partitura de evento
Una partitura de evento, como la «Música de goteo» de George Brecht, es esencialmente un guion de arte escénico que suele tener sólo unas pocas líneas y consiste en descripciones de las acciones que se van a realizar en lugar de diálogos. Los artistas de Fluxus diferencian las partituras de eventos de los «happenings». Mientras que los happenings eran a veces complicadas y largas actuaciones que pretendían difuminar las líneas entre el intérprete y el público, la actuación y la realidad, las actuaciones de eventos solían ser breves y sencillas. Las event performances buscaban elevar lo banal, tener en cuenta lo mundano y frustrar la alta cultura de la música y el arte académicos y de mercado.
La idea del evento comenzó en la filosofía musical de Henry Cowell.[cita requerida] Cowell, maestro de John Cage y más tarde de Dick Higgins, acuñó el término que Higgins y otros aplicaron más tarde a las descripciones breves y concisas de obras interpretables. El término «partitura» se utiliza exactamente en el sentido en que se usa el término para describir una partitura de música: una serie de notas que permiten que cualquiera pueda interpretar la obra, una idea vinculada tanto a lo que Nam June Paik etiquetó como el enfoque «hazlo tú mismo» como a lo que Ken Friedman denominó «musicalidad». Aunque se habla mucho del enfoque de «hazlo tú mismo» en el arte, es vital reconocer que esta idea surge en la música, y artistas Fluxus tan importantes como Paik, Higgins o Corner comenzaron como compositores, llevando al arte la idea de que cada persona puede crear la obra «haciéndola». Esto es lo que Friedman entendía por musicalidad, extendiendo la idea de forma más radical para concluir que cualquiera puede crear una obra de cualquier tipo a partir de una partitura, reconociendo al compositor como el autor de la obra, al tiempo que la realiza libremente e incluso la interpreta de formas muy diferentes a las que podría haber hecho el compositor original.
Otras formas creativas que han adoptado los practicantes de Fluxus son el collage, el arte sonoro, la música, el vídeo y la poesía, especialmente la poesía visual y la poesía concreta.

### Uso del shock
Nam June Paik y sus compañeros del movimiento artístico Fluxus comprendían perfectamente el impacto y la importancia del shock en el espectador. Los artistas de Fluxus creían que el shock no sólo hace que el espectador se cuestione su propio razonamiento, sino que es un medio para despertar al espectador, «...de un letargo perceptivo fomentado por la costumbre». El propio Paik describió el factor de choque de su obra Fluxus: «La gente que viene a mis conciertos o ve mis objetos necesita ser transferida a otro estado de conciencia. Tienen que estar colocados. Y para ponerlos en este estado de elevación, se requiere un pequeño shock... Cualquiera que viniera a mi exposición veía la cabeza y estaba colocado». La «cabeza» de Paik era la de una vaca real expuesta en la entrada de su exposición, Exposición de Música-Televisión Electrónica, situada en la Galerie Parnass, Wuppertal, Alemania, en 1963.

## Influencias
Un predecesor inmediato de Fluxus, según Maciunas, fue el grupo Gutai, que promovía el arte como una experiencia antiacadémica y psicofísica, un «arte de la materia tal y como es», como explicó Shiraga Kazuo en 1956. Gutai se relacionó con una especie de producción artística en masa, anticipando la marca de Fluxus, es decir, la ambigüedad entre lo culto y lo trivial, entre lo alto y lo bajo. De hecho, el arte de vanguardia en Japón tendía a los elementos informales más que a los conceptuales, oponiéndose radicalmente a la formalidad y el simbolismo extremos del arte japonés.
En la escena musical neoyorquina de la década de 1950 podían distinguirse muchas cuestiones relacionadas con el desencanto de la posguerra experimentado por muchos en todo el mundo desarrollado. Dicho desencanto, en sí mismo, presentaba un argumento para el compromiso con el budismo y el zen en cuestiones cotidianas como la actitud mental, la meditación y el enfoque de la alimentación y el cuidado del cuerpo. Sin embargo, también se consideró que había una necesidad general de una sensibilidad artística más radical. Se adoptaron los temas de la decadencia y de la inadecuación de la idea de modernidad en los ámbitos artísticos, en parte a partir de Duchamp y Dada y en parte de la conciencia del malestar de vivir en la sociedad contemporánea.
Se dice que Fluxus desafió las nociones de representación, ofreciendo en su lugar una simple presentación. Esto, de hecho, corresponde a una importante diferencia entre el arte occidental y el japonés. Otra característica importante de Fluxus fue la eliminación de los límites percibidos entre el arte y la vida, una tendencia muy destacada en el arte de la posguerra. Esto se ejemplificó con la obra y los escritos de Josheph Bueys, que afirmaba que «todo hombre es un artista». El enfoque de Fluxus era cotidiano y «económico», como se ve en la producción de pequeños objetos de papel y plástico. De nuevo, esto se corresponde en gran medida con algunas de las características fundamentales de la cultura japonesa, es decir, el alto valor artístico de los actos y objetos cotidianos y la apreciación estética de la frugalidad. Esto también enlaza con el arte japonés y el concepto de shibumi, que puede implicar lo incompleto, y apoya la apreciación de los objetos desnudos, haciendo hincapié en la sutileza más que en la exageración. El renombrado estudioso de la estética japonesa Onishi Yoshinori llamó a la esencia del arte japonés pantonomía por la conciencia de no distinción entre naturaleza, arte y vida. El arte es la forma de acercarse a la vida y a la naturaleza/realidad correspondiente a la existencia real.

## Artistas relacionados
| - Arman - Ay-O - George Maciunas - Joseph Beuys - Wolf Vostell - Nam June Paik - Peter Brötzmann - Charlotte Moorman - Bazon Brock - Eric Andersen - George Brecht - Abino Byrolle - John Cage - Yōko Ono - Robin Page - Giuseppe Chiari - Philip Corner - Willem de Ridder - Luc Fierens - Henning Christiansen - Robert Filliou - Henry Flynt - Ken Friedman - Bengt af Klintberg - Takako Saito - Arthur Køpcke | - Al Hansen - Cairn Hedland - Geoffrey Hendricks - Dick Higgins - Ruud Janssen - Ray Johnson - Joe Jones - Alison Knowles - Ben Patterson - Takehisa Kosugi - Shigeko Kubota - George Landow - Fred Friedrich - Jackson Mac Low - Barry McCallion - Frank Trowbridge - Adolfas Mekas - Ludwig Gosewitz - La Monte Young - Gustav Metzger - César Baldaccini (César) - Larry Miller - Luca Miti - Tomas Schmit - Genesis P-Orridge | - Mary Bauermeister - Ric Royer - Wim T. Schippers - Carolee Schneemann - Felipe Ehrenberg - Juan María Solare - Litsa Spathi - Daniel Spoerri - Yasunao Tone - Cecil Touchon - Ben Vautier - Yoshi Wada - Dieter Roth - Emmett Williams - Sebastián Rivera - Pablo Guede R. - Leonel Quezada - Juan Castro L. - Lotty Rosenfeld - Mieko Shiomi - Jeremy Flagelo - Robin Page - Chris Reinecke - Tomás Marco |

## Películas sobre Fluxus
- Neo Flux Film, Joseph Beuys, Nam June Paik, Wolf Vostell, Yoko Ono y otros artistas, 1990.[22]
- Nie wieder störungsfrei! Aachen Avantgarde seit 1964, 2012[23]
- Travelling (in)to Fluxus... de Irene Di Maggio, 2014.[24]
- Malpartida Fluxus Village de Maria Pérez, 2015.[25]

## Audio
- Experimentelles Theater – Fluxus – Happening – Performance. Sony BMG, 2004.